# Sant Jaume de Castellnou
Sant Jaume de Castellnou és una església de Veciana (Anoia) inclosa a l'Inventari del Patrimoni Arquitectònic de Catalunya.

## Descripció
És un petit edifici d'una sola, amb presbiteri de planta quadrada. Té una capella lateral a cada banda de la nau, a manera de creuer, i un petit campanaret. L'interior està totalment malmès, dones és utilitzada en l'actualitat com a lloc per a guardar atuells agrícoles i com a paller. Té un cor situat als peus amb l'escala d'accés a l'entrada de l'església. La porta d'entrada és de pedra treballada, amb motllures. Els murs són de pedra i a l'interior hi ha un recobriment de guix amb ornamentacions.

## Història
La capella de Sant Jaume de Castellnou fou entre els segles XIII i XV una parròquia independent, i després sufragània de l'església de St. Martí d'Albarells. La capella actual va ésser refeta segurament al segle xvii.